# Material
Material est un groupe de rock et funk américain. Il est formé en 1979 et mené par le bassiste Bill Laswell.

## Biographie
Le groupe est formé en 1979 et dirigé par le bassiste Bill Laswell. Les débuts de Material étaient centrés autour de Bill Laswell, du guitariste Robert Quine, du batteur Fred Maher, du claviériste Michael Beinhorn et du partenaire de studio de Laswell, Martin Bisi. Il y avait fréquemment des invités et la musique était surtout instrumentale, souvent funky - quelques simples, comme Ciquri, sont très populaires dans les clubs de New York - mais volontairement expérimentaux. 
One Down en 1982 marque un virage vers « des titres funk et disco donnés avec un minimum de bizarrerie » plus accessible au grand public. Memories est un des premiers enregistrements de Witney Houston comme choriste. Herbie Hancock engage Bill Laswell et la plupart de ses collaborateurs de Material pour son album de 1983 Future Shock, incluant l'influent titre Rockit. À cette période, Maher quitte le groupe, qui est courtisé par plusieurs chanteurs dont Nona Hendryx, B.J. Nelson, R. Bernard Fowler et Whitney Houston.
Depuis, Bill Laswell a utilisé le nom de Material pour différents projets où apparaissent divers membres de son équipe de musiciens de talent. À noter Seven Souls de 1989 où apparaît William S. Burroughs lisant des extraits de son roman Western Lands ; cette chanson est utilisée dans le premier épisode de la saison six de la série Les Sopranos, Members Only.

## Discographie
- 1981 : Temporary Music (compilation)
- 1981 : Memory Serves
- 1982 : One Down
- 1989 : Seven Souls
- 1991 : Live from Soundscape (live 1981)
- 1991 : The Third Power
- 1993 : Live in Japan (live 1992)
- 1993 : Hallucination Engine
- 1998 : The Road to the Western Lands (remixes de Seven Souls)
- 1999 : Intonarumori